# Двадцать московских художников
«Двадцать московских художников» — группа московских художников-нонконформистов. Лидер группы — Корюн Нагапетян Григорьевич. Группа просуществовала десять лет: с 1977 по 1987 годы.

## Из истории движения
Созданию творческой группы «Двадцать московских художников» предшествовали следующие события:
15 сентября 1974 года состоялась и была разгромлена властями знаменитая «Бульдозерная выставка» в Беляеве.
Инициаторами показа выступили: коллекционер А. Глезер и 13 художников (О. Рабин — основной лидер нонконформизма, В. Воробьёв, Ю. Жарких, В. Комар, А. Меламид, Л. Мастеркова, В. Немухин, Е. Рухин, Рабин А. (сын Рабина О.), В. Ситников, И. Холин, Б. Штейнберг, Н. Эльская).
По данным разных участников выставки, на месте к ним присоединилась ещё одна группа живописцев, которые пришли поддержать своих товарищей. Кто-то из них пришёл не с пустыми руками: С. Бордачев, Э.Зеленин, Р. Заневская, К. Нагапетян, А. Тяпушкин, О. Трипольский, М. Фёдоров-Рошаль, Т. Левицкая, М. Одноралов, А. Жданов, В. Тупицин и некоторые другие, чьи имена и численность установить не представляется возможным, так как многие художники заявляют о своём участии в этой выставке.
29 сентября 1974 года с 12 до 16 часов в лесопарке «Измайлово» состоялась уже разрешённая властями выставка художников-авангардистов «Второй осенний показ живописи и графики». Организаторы: А. Глезер, О. Рабин, Ю. Жарких.
В предварительном каталоге участников были заявлены 57 художников:
С. Алфёров, Н. Алексеев, С. Алешин, В. Анискин, Е. Арнольд, П. Беленок, С. Бордачев, В. Воробьёв, С. Волохов, И. Ворошилов, В. Герловин, Д. Гордеев, В. Ждан, Ю. Жарких, Б. Житомирский, Р. Заневская, Е. Зевин, Э. Зеленин, В. Зенков, В. Иванов, В. Комар, И. Кислицин, А. Козлов, И. Киблицкий, А. Калугин, Н. Конышева, Е. Крапивницкий, В. Крапивницкая, А. Кретов-Даждь, Л. Ламм, А. Леонов, Т. Левицкая, Л. Мастеркова, С. Маркова, Б. Мышков, А. Меламид, В. Немухин, М. Одноралов, О. Потапова, А. Пеннанен, А. Паустовский, В. Пятницкий, А. Рабин, О. Рабин, Е. Рухин, Н. Румянцев, В. Савельев, В. Скалкин, А. Тяпушкин, О. Трипольский, И. Холин, В. Чумаченко, М. Чернышов, Б. Штейнберг, Н. Шибанова, Н. Эльская, В. Яковлев.
Валентин Воробьёв — участник выставки в Измайловском лесопарке — в своих мемуарах описывает гораздо большее число участников. К вышеперечисленным художникам, заявленным в предварительном каталоге, он добавляет имена ещё 54 участников:
А. Абрамов, В. Агамов-Тупицын, З. Абоев, Т. Бегичева, Г. Валетов, А. Глезер, Э. Гороховский, Р. Герловина, Л. Георгиева, К. Дорон, В. Дмитрюк, Э. Дмитрюк, А. Демыкин, Э. Дробицкий, Б. Жутовский, А. Зверев, Л. Кропивницкий, И. Кабаков, Ю. Копейко, А. Калугин, В. Каменев, Н. Логинова, А. Мигалин, С. Мариенберг, Г. Маневич, Г. Малаева, М. Мастеркова-Тупицына, К. Нагапетян, А. Оганесян, Т. Ольшанская, В. Пивоваров, И. Пивоварова, П. Пепперштейн, В. Попков, В. Поляков, Л. Пятницкая, И. Пальмин, В. Ракитин, Е. Ракитина, И. Синявин, В. Стацинский, В. Сычёв, А. Сычёва, А. Слепышев, И. Снегур, В. Серебряный, В. Савельев, В. Скерсис, А. Туманов, В. Титов, М. Фёдоров-Рошаль, О. Целков, Д. Цветков, А. Юликов.
Таким образом, в Измайловской выставке принимало участие более 110 художников и их приглашённых гостей.
Вслед за ней в октябре 1974 года открылась выставка в ЦДРИ. Участвовали О. Рабин, Л. Мастеркова, В. Немухин, Д. Плавинский и др.
В прессе появились негативные публикации, носившие откровенно угрожающий характер. В рядах художников-нонконформистов воцарились упаднические настроения.
Тогда художники вспомнили старый и простой способ заявить о себе как об истинном добровольном союзе художников с правом демонстрации и продажи своих произведений по желанию авторов, а не властей, в противовес официальному Союзу художников СССР с его обязательным «членством» и государственными художественными салонами.
В 1975 году на квартирах художников устраивался предварительный просмотр их работ к «Всесоюзной выставке независимых художников». Двери квартир не закрывались допоздна, и любой желающий мог посмотреть квартирную выставку. На выходе висели объявления: «Продолжение экспозиции находится по адресу…» и указывался адрес другого художника.
Зрители отправлялись осматривать выставку произведений следующего художника и, таким образом, за день успевали познакомиться с работами целой группы авторов. Не все желающие приобщиться к миру искусств выдерживали такой темп, но на следующий день всё повторялось вновь. Этот этап становления советского современного изобразительного искусства позже получил название периода «квартирных выставок».
По данным «Сводного каталога экспозиций предварительных квартирных просмотров к Всесоюзной выставке», который составил Л. Талочкин, квартирные выставки проходили в 2 этапа с 29 марта по 5 апреля 1975 года.
На первом этапе «квартирные выставки» проходили на квартирах:
О. Рабина (ул. Б. Черкизовская 8), И. Киблицкого (ул. Брянская 28), Р. Городинской (Ананьевский пер. 4/2), Н. Эльской (Дмитровское шоссе 35), С. и О. Панковых (ул. 1-я Дубровская 3), К. Нагапетяна (ул. Вилиса Лациса 4), Н. Андриевича (ул. Верхняя Масловка 5), мастерской М. Одноралова (ул. Дмитриевского 10).
Участвовали: Н. Абалакова, А. Абрамов, Н. Алексеев, С. Алфёров, Н. Андриевич, Апис (А. Бугаян), Е. Арнольд, В. Афанасьев, Л. Бажанов, А. Белкин, И. Битман, Бомштейн (М. Липкин), В. Бондаренко, И. Бродская, Варази (А. Варазишвили) Варази, Автандил, Ш. Васильева, X. Вахерслау, Е. Вахтангов, Ю. Ведерников, В. Видерман, Я. Виньковецкий, Е. Войтенко (Михнов-Войтенко), Ф. Волосенков, С. Волохов, И. Ворошилов, Т. Габрильянц, В. Гаврилов, Ю. Галецкий, Ю. Герасимов, И. Гинзбург, Р. Гинзбург, И. Глиер, А. Гогуадзе, Ф. Генеонский, Д. Гордеев, А. Горишнев, Р. Городинская, Е. Горюнов, Ф. Гуменюк, В. Давиташвили, Г. Донской, М. Дубах, Ю. Жарких, A. Жигалов, Е. Закон, Н. Закуталин, Р. Заневская, А. Зверев, Е. Зевин, Э. Зеленин, Г. Зубков, В. Иванов, И. Ивлева, С. Исаев, М. Кажлаев, А. Калугин, И. Киблицкий, Т. Киселёва, И. Кислицын, В. Комар, Н. Конышева, В. Кропивницкая, Е. Кропивницкий, А. Крынский, А. Куркин, Б. Левикова, Я. Левинштейн, Т. Левицкая, А. Леонов, А. Лепин, В. Линицкий, Г. Лозбеков, Б. Лучанский, Н. Любимова, Л. Маркова-Лииват, И. Малин, Т. Мамонова, А. Манусов Архивная копия от 12 мая 2021 на Wayback Machine, А. Меламид, В. Минашкин, B. Михайлов, Л. Мышкова, Б. Мышков, К.Нагапетьян, A. Немчинов, В. Овчинников, М. Одноралов, А. Окунь, О. Панков, А. Паустовский, О. Потапова, Потап-Потапов (И. Каменев), В. Провоторов, В. Пятницкий, А. Рабин, О. Рабин, И. Ралец, А. Рапопорт, В. Рахман, М. Рогинский, В. Романов-Михайлов, А. Рохлис (Бачурин), Е. Рухин, В. Савельев, B. Сазонов, В. Серебряный, В. Скерсис, А. Слепышев, B. Смирнов, В. Сысоев, Ю. Тильман, О. Трипольский. А. Туманов, А. Тяпушкин, А. Фаустов, М. Фёдоров (Рошаль), C. Федякин, В. Филимонов, А. Фролов, Е. Цей, О. Целков, А. Чашкин, А. Червонный, П. Шербаум, Ю. Шкаровская-Раффе, Н. Шмелькова, Б. Штейнберг, Н. Эльская, А. Юликов, В. Яковлев.
На втором этапе — на квартирах:
О. Рабина, И. Киблицкого, К. Нагапетяна, И. Гинзбурга (Черницинский проезд, 4), мастерской М. Одноралова и мастерской Б. Штейнберга (ул. Новослободская, 62).
Участвовали: Н. Абалакова, А. Абрамов, Н. Алексеев, Азазелло (А. Шиленок), С. Алфёров, Н. Андриевич, А. Аникеенок, Н. Аникина, А. Арефьев, Е. Арнольд, С. Арутюнян, В. Афанасьев, Л. Бажанов, П. Беленок, А. Белкин, И. Битман, Л. Болмат, И. Борисова, Варази (А. Варазишвили), Ш. Васильева, Х. Вахерслау, В. Видерман, Ф. Волосенков, С. Волохов, И. Ворошилов, Буду Чеел (А. Фрумкин), Т. Габрильянц, В. Гаврилов, Ю. Галецкий, Ю. Герасимов, И. Гинзбург, Р. Гинзбург, И. Глиер, А. Гогуадзе, И. Голованов, Ф. Генеонский, Д. Гордеев, А. Гросицкий, Ф. Гуменюк, В. Давиташвили, Г. Донской, А. Дрючин, М. Дубах, Ю. Жарких, В. Ждан, А. Жигалов, Н. Жилина, Ю. Завьялов, Е. Закон, Р. Заневская, А. Зверев, Э. Зеленин, Г. Зубков, Э. Зюзин, В. Иванов, В. Комар, A. Меламид, В. Скерсис, С. Исаев, М. Кажлаев, А. Калугин, И. Каменев, И. Киблицкий, В. Киселёва, Т. Киселёва, И. Кислицын, В. Коновалов, Н. Конышева, Т. Корнфельд, B. Красильников, В. Кропивницкая, Е. Кропивницкий, А. Крынский, В. Кузнецов, Кук (Н. Мануйлов), А. Куркин, Б. Кушер, Б. Левикова, Я. Левинштейн, Т. Левицкая, А. Леонов, A. Лепин, В. Линицкий, В. Лисунов, Г. Лозбеков, Б. Лучанский, Л. Маркова — Лииват, К. Макаров, И. Малин, Т. Мамонова, Манго (К. Оськин), А. Манусов, А. Маркус, С. Маркус, B. Минашкин, В. Михайлов, К. Нагапетян, А. Немчинов, М. Никонов, Р. Новашинская, В. Овчинников, М. Одноралов, А. Окунь, Офелия (С. Барабаш), О. Панков, А. Паустовский, Л. Повзнер, О. Потапова, В. Проваторов, В. Пятницкий, О. Рабин, О. Рабин, И. Ралец, А. Рапопорт, В. Рахман, М. Рогинский, М. Розенблюм, В. Романов-Михайлов, А. Рохлис (Бачурин), Е. Рухин, В. Савельев, В. Сазонов, И. Семёнов, B. Серебряный, В. Скалкин, О. Скляров, А. Слепышев, В. Смирнов, А. Струщик, В. Стрельников, В. Сысоев, В. Таланов, Л. Тимофеева, В. Титов, А. Туманов, А. Тяпушкин, Б. Ушацкий, А. Фаустов, М. Фёдоров (Рошаль), С. Федякин, В. Филимонов, A. Фролов, Т. Холмогорова, А. Хрущёв, Е. Цей, А. Целков, О. Целков, А. Чашкин, М. Чернышов, Чикаго (А. Тюфякин), Шамат (И. Дегтярюк), Р. Швандеров, С. Шматович, Шмель (Л. Чупрасова), М. Шпиндлер, Б. Штейнберг, Н. Эльская, А. Юликов, B. Яковлев, М. Якушин.
Кроме живописи на квартирах выставлялись и фотохудожники — летописцы движения нонконформистов: С. Борисов, В. Серов и др. Например, на квартире художника К. Нагапетяна в 1975 году демонстрировались чёрно-белые, размером 18 на 24 фотографии В. Серова.
С 19 по 26 февраля 1975 года на ВДНХ в павильоне «Пчеловодство» прошла официально разрешённая «мини» выставка из работ 20 художников-авангардистов, которая, впрочем, не вызвала особого ажиотажа, так же как и выставка в ЦДРИ. Инициаторами вернисажа выступили В. Немухин и Д. Плавинский.
На выставке в павильоне «Пчеловодство» участвовали маститые, уже получившие определённую известность мастера авангарда: П. Беленок, Н. Вечтомов, Э. Дробицкий, А. Зверев, В. Калинин, О. Кандауров Архивная копия от 13 декабря 2017 на Wayback Machine, Д. Краснопевцев, В. Крапевницкая Архивная копия от 27 октября 2005 на Wayback Machine, Л. Мастеркова, В. Немухин, Д. Плавинский, О. Рабин, И. Снегур, А. Тяпушкин, А. Харитонов, О. Целков, Б. Штейнберг, А. Юликов, В. Яковлев, В. Янкилевский. В 1995 году на Гоголевском бульваре, дом 10, прошла выставка, посвященная 20-летию события, состоявшегося в павильоне «Пчеловодство». На ней были представлены работы участников той выставки, а также картины новых талантливых художников — членов Международной федерации художников, основанной Эдуардом Дробицким. В результате выставки был издан каталог, в который вошли произведения как «двадцатников», так и представителей «новой волны» нонконформистов 80-х годов.
В основном, именно из этих работ, а также из работ экспонировавшихся на квартирных выставках, был отобран костяк коллекции, которой предстояло в том же году, но на этот раз в помещении Дома культуры ВДНХ, наделать много шума в современном мире искусств.
В средствах массовой информации о дате открытия выставки не сообщалось ни слова, но слух об этом событии мгновенно разнеслась по всей Москве, так как западные радиостанции, вещавшие на СССР, сообщили об этом накануне.
Выставка проходила с 20 по 30 сентября 1975 года. К 20 сентября в ДК ВДНХ около 170 художников завезли 650 работ, из которых 522 были показаны. Кураторы Л. Талочкин, Т. Колодзей.
В выставке приняли участие:
Н. Алексеев, С. Арутюнян, Ю. Альберт, В. Андриевич, Н. Абалакова, С. Бордачев, П. Беленок, С. Блезе, Л. Бруни, В. Бондаренко, И. Ворошилов, Н. Вечтомов, А. Гросицкий, Л. Георгиева, А. Гогуадзе, Д. Гордеев, Л. Григорьева, Т. Глытнева, Г. Донской, Э. Дробицкий, В. Длугий, В. Ждан, А. Жигалов, А. Зверев, Е. Измайлов, И. Ивлева, А. Куркин, О. Кандауров, И. Киблицкий, В. Калинин, Т. Колодзей, Н. Конышева, Д. Краснопевцев, Е. Крапивницкий, В. Крапивницкая, В. Колейчук, Р. Лебедев, В. Линицкий, Я. Левинштейн, А. Лепин, Р. Лебедев, Т. Левицкая, Т. Макарова, Л. Мастеркова, А. Милорадов, И. Меснянкина-Рубашкина, К. Нагапетян, В. Немухин, А. Насонов, М. Одноралов, В. Петров-Гладкий, Д. Плавинский, В. Провоторов, О. Панков, В. Пацюков, В. Пятницкий, Н. Румянцев, О. Рабин, А. Рабин, В. Рахман, М. Рогинский, В. Ситников, В. Скерсис, И. Снегур, Л. Соков, А. Тяпушкин, Ю. Тильман, Б. Турецкий, Л. Талочкин, М. Фёдоров-Рошаль, С. Файбисович, А. Харитонов, О. Целков, М. Чернышов, Э. Штейнберг, М. Шпиндлер, К. Шаманов, Н. Щербакова, Б. Штейнберг, Э. Штейнберг, А. Юликов, В. Яковлев, В. Янкилевский и ещё около сотни художников.
В день открытия вернисажа километровая очередь выстроилась от главного входа ВДНХ до самого места проведения выставки — Дома культуры ВДНХ.
До этих событий большинство художников-авангардистов были безработными, или перебивались случайными заработками. Для того, чтобы узаконить свой статус и исключить преследования правоохранительными органами по закону о тунеядстве, 7 июня 1976 году авангардисты объединились в секцию живописи при Московском объединённом комитете профсоюза художников — графиков, который располагался на ул. Малая Грузинская дом 28.
Решение о создании секции живописи на базе Объединённого Комитета (ОК) ещё в конце 1975 года принимал первый секретарь МГК КПСС Гришин В. В..
С 1974 года председателем ОК был В. Ащеулов (по некоторым сведениям сотрудник КГБ). Его правой рукой являлся Э. Дробицкий, который в 1976 году был избран Председателем созданной живописной секции, И. Снегур и В. Немухин — заместителями Председателя.
В. Глухов был избран председателем месткома, А. Кретов-Даждь — председателем ревизионной комиссии, А. Лепин отвечал за физическую культуру.
В худсовет Горкома на ротационной основе в разное время входили следующие художники: Б. Бич, Н. Вечтомов, В. Глухов, А. Лепин, К. Нагапетян, В. Немухин, И. Снегур, А. Туманов, К. Худяков.
Структура напоминала МОСХ со своими секциями: живописи, графики, плаката, фото. В секцию живописи и было принято около 100 художников — участников квартирных выставок и выставок на ВДНХ.
Таким образом, власти решили проблему организованного надзора за инакомыслящими живописцами. В 1990 году В. Ащеулов был отстранён от руководства и вскоре скончался. Его место занял Э. Дробицкий. Организация была преобразована в Профессионально-творческий союз художников России (ПТСХР) и ПТСХР переехал по адресу: Гоголевский бульвар дом 10 в особняк бывшего Союза художников СССР.
Осенью 1976 г. в новооткрытом помещении Горкома графиков на М. Грузинской 28 была проведена выставка семи корифеев движения (О. Кандауров, Д. Плавинский, В. Немухин, О. Рабин, Н. Вечтомов, А. Харитонов, В. Калинин). Впоследствии ПТСХР был реорганизован в Творческий союз художников России (ТСХР). Бессменным правопреемником и руководителем всех этих общественных организаций являлся всё то же господин Эдуард Дробицкий.
Художникам была выделена часть подвала в доме на Малой Грузинской 28, которая служила им и офисом и выставочным залом. Трудоустроенные живописцы начали готовиться к своей первой серьёзной акции — первой общей выставке Секции живописи. Выставка вызвала острый интерес у москвичей и продолжала свою работу с января по февраль 1977 года.
По данным каталога, в выставке участвовало 176 художников: А. Абрамов (1951), Н. Андриевич (1944), В. Александров (1936), Т. Авдюшко (1951), А. Афанасьев (1950), Н. Алексеев (1953), С. Алфёров (1951), М. Архангельский (1926), Д. Абрамян (1949), В. Блинов (1943), Л. Барахтянская (1947), В. Бондаренко (1935), Д. Белая (1946), В. Брайнин (1951), Н. Брысин (1942), А. Блох (1938), Б. Бич (1946), С. Блезе (1945), О. Буров (1942), Н. Вицина (1954), В. Волк (1939), С. Волохов (1937), Н. Вечтомов (1923), Е. Гинзбург (1939), Д. Гордеев (1940), Т. Глытнева (1948), А. Горохов (1955), Л. Георгиева (1938), Т. Габрильянц, Л. Гиндлин (1943), В. Галкин (1945), Л. Галкина, Н. Гайдук (1948), М. Горчилина (1900), Л. Гасиева (1929), В. Глухов (1937), Е. Голубева (1954), С. Губанцев (1940), А. Гогуадзе (1939), В. Горюшкин (1943), Э. Дробицкий (1941), Л. Денисенко (1949), В. Длугий (1943), А. Данилов (1941), Н. Доберо (1918), А. Ермолаев (1941), Ю. Егоров (1939), И. Евстафьева (1917), В. Жежель (1942), А. Жигалов (1941), И. Захаров (1948), С. Заварзина (1946), С. Земляков (1949), Э. Зюзин (1938), Е. Зернова (1950), В. Забусов (1938), Е. Зайцева (1955), Л. Зверева (1946), А. Зверев (1931), В. Зенков (1939), Игнатьев, Е. Измайлов (1939), Т. Кандаурова (1938), Е. Крапивницкий (1892), Д. Краснопевцев (1925), Л. Кириллова (1938), А. Копытин (1949), К. Кузнецов (1944), В. Калинин (1937), В. Комаров (1939), В. Казьмин (1946), О. Кондауров (1938), Г. Кизевальтер (1955), В. Казарин (1948), Б. Криницын (1948), А. Куркин (1947), В. Карасёв (1939), В. Кротов (1945), Е. Коновалова (1950), И. Кислицин (1948), А. Кирцова (1954), А. Кретов-Даждь (1940), В. Красильников (1934), Б. Карафелов (1946), В. Локшин (1939), В. Линицкий (1934), Б. Левикова (1939), А. Лактионов (1937), А. Людоговский (1949), В. Лебедева (1939), А. Лашенков (1947), А. Лавданский (1952), А. Лепин (1944), Н. Лозовая (1946), Б. Мышков (1938), И. Махов (1944), А. Милорадов (1939), Е. Мельников (1938), С. Мудрецов (1941), А. Махов (1944), Н. Мануйлов (1934), Н. Мордашева (1953), С. Машевская (1950), Н. Мануйлов (1949), В. Морозов (1952), В. Морозов (1940), М. Марза (1947), Ю. Мамулов (1944), К. Макутонин (1940), В. Николаев (1943), В. Наумец (1945), К. Нагапетян (1926), И. Новожженов (1948), П. Никифоров (1941), В. Немухин (1925), А. Овчаров (1941), Г. Огрызков (1948), В. Орлов (1946), В. Педеш (1950), И. Пивоварова (1939), А. Паустовский (1950), Е. Поливанов (1950), Л. Повзнер (1939), А. Попов (1952), В. Пьянов (1940), Л. Порхунова (1910), В. Пятницкий (1938), Д. Плавинский (1937), П. Парфененков (1949), Н. Пунин (1944), В. Провоторов (1947), К. Прозоровский-Ременников (1941), С. Потапов (1941), О. Панков (1940), В. Петров-Гладкий мл. (1954), В. Петров-Гладкий ст. (1948), В. Райков (1934), Н. Румянцев (1944), А. Соловьёв (1949), В. Сазонов (1947), Н. Сенкевич (1946), С. Симаков (1949), А. Седугин (1935), Н. Смирнов (1938), И. Снегур (1938), В. Савельев (1944), В. Семилетов (1937), М. Стерлигова (1914), П. Тюрин (1939), Г. Толстунова (1939), В. Трямкин (1952), В. Титов (1950), А. Таль (1951), Г. Тулупова (1948), Н. Тамбовкина (1934), А. Туманов (1949), Б. Ушацкий (1945), А. Харитонов (1932), И. Чон (1946), С. Черноброва (1945), А. Шнуров (1955), Н. Шибанова (1948), А. Ширялин (1938), А. Шестаков (1926), Е. Шеффер (1954), С. Шматович (1937), М. Шапиро (1938), А. Щеко (1947), Н. Шербаков, А. Эйтенейер (1949), А. Юликов (1943), И. Яворский (1943), М. Яхилевич (1956), В. Яковлев (1934), Ю. Ярцев (1937).
Однако во время проведения этой выставки стало понятно, что ввиду ограниченности выставочной площади, один художник не может показать более 1 — 2-х своих работ. Внутри секции постепенно зрело недовольство, возникали конфликты, и в связи с этим художники начали группироваться в небольшие коллективы.
Особенно выделялись творческие группы «20 московских художников», «Мир Живописи», группа «21 московский художник», «Мост», «18 московских художников». Среди них наибольшую известность и популярность приобрела группа «20 МОСКОВСКИХ ХУДОЖНИКОВ».

## Творческая деятельность и состав
Всего состоялись 10 выставок «Двадцатки».
Первую собственную выставку «Двадцатка» провела 3 марта 1978 года. В первый состав «Двадцатки» вошли: С. Блезе, В. Глухов, Д. Гордеев, Т. Глытнева, В. Линицкий, А. Лепин, К. Нагапетян, В. Провоторов, Владимир Петров-Гладкий (ст.), Вячеслав Петров-Гладкий (мл.), Н. Румянцев, И. Снегур, М. Стерлигова, В. Савельев, Н. Смирнов, С. Симаков, В. Скобелев, В. Сазонов, А. Туманов, С. Шаров.
Вторая выставка состоялась 23 марта 1979 года. Участниками второй выставки являлись: С. Блезе, В. Глухов, Д. Гордеев, Т. Глытнева, В. Линицкий, А. Лепин, К. Нагапетян, В. Провоторов, В. Петров-Гладкий (ст.), В. Петров-Гладкий (мл.), В. Савельев, И. Снегур, В. Сазонов, Н. Смирнов, С. Симаков, В. Скобелев, А. Туманов, К. Худяков, В. Чернов, С. Шаров.
В этом же году в помещении Малой Грузинской 28 состоялся концерт группы «Машина времени». Вот как вспоминает это мероприятие лидер группы А. Макаревич: «Художники-авангардисты (как их тогда называли) наконец-то добились права учредить свой комитет и получили помещение c выставочными залами. У всех ещё на памяти была „Бульдозерная выставка“ в Измайлове. Я постоянно тогда ошивался на их полуподвальных вернисажах: то на ВДНХ, то по квартирам. Очень за них болел, и виделись они мне все если не героями, то, во всяком случае людьми, делающими одно c нами дело. И когда они попросили меня о концерте „Машины“ для них всех в их же новом зале, я, конечно, согласился. Ни о какой оплате, естественно, речь не шла — у меня и язык бы не повернулся говорить со своими собратьями о каких-то деньгах».
Владимир Высоцкий — известный Советский бард и артист театра на Таганке, который проживал в том же доме, где располагался Горком графиков, так же посетил вторую выставку «Двадцатки». А. Утевский — друг В. Высоцкого в своей книге «Возвращение на Большой Каретный» вспоминал: "Многое из увиденного не принимал и Володя (В. Высоцкий), но никогда не отрицал возможности существования таких работ. «Раз они существуют, значит, кому-то нужны. Если мы не понимает замысла художника, не чувствуем его мысли, так это наша вина, а не мастера».
Регулярное участие в качестве композитора электронной музыки в ежегодных весенних выставках «Двадцати московских художников» принимает Михаил Чекалин.
Из книги Анны Флорковской «Малая Грузинская, 28. 1976—1988» (Издательство «Памятники исторической мысли», Москва 2009. Научное издание напечатано по решению НИИ «Теории и истории изобразительного искусства Российской Академии Художеств»): «Михаил Чекалин в те годы был единственным композитором, так плотно работавшим с художниками. < … > Новаторским на выставках „20“ было соединение в выставочном пространстве живописи и музыки. Композитор Михаил Чекалин пришёл в выставочный зал на Малой Грузинской и познакомился с художниками группы „20 московских художников“ в 1979 году. Их совместные экспозиции стали первыми в практике отечественного искусства второй половины XX века выставками, где рядом с живописью зазвучала музыка,<…> Сочинения Чекалина, в 1980-е он называл их „пространственной музыкой“, сопровождали выставки „20“ с 1980 по 1988 годы.»
Третья выставка прошла с 28 февраля по 16 марта 1980 года.
Четвёртая — с 10 марта по 28 марта 1981 г.
По данным общего каталога (третьей и четвёртой выставки) в этих двух выставках участвовали: П. Беленок, С. Блезе, В. Глухов, Д. Гордеев, Т. Глытнева, А. Лепин, В. Линицкий, К. Нагапетян, В. Петров-Гладкий ст., В. Петров-Гладкий мл, В. Провоторов, В. Савельев, С. Симаков, В. Скобелев, Н. Смирнов, И. Снегур, А. Туманов, К. Худяков, В. Чернов, С. Шаров.
Пятая выставка проходила с 19 августа по 30 августа 1982 г.,
Шестая выставка — с 10 марта по 3 апреля 1983 г.,
Седьмая выставка — с 5 марта по 5 апреля 1984 г.
По данным общего каталога (5,6,7-я выставка), выпущенного в 1985 году в выставках принимали участие: С. Блезе, В. Глухов, Д. Гордеев, Т. Глытнева, М. Гельман, А. Куркин, К. Кузнецов, В. Казьмин, В. Кротов, В. Линицкий с соавт. В. Линицкой, Ю. Миронов, К. Нагапетян, Е. Поливанов, В. Петров-Гладкий ст., В. Провоторов, И. Снегур, С. Симаков, В. Скобелев (посмертно), Н. Смирнов, А. Фролов, К. Худяков, В. Чернов, С. Шаров.
Восьмая выставка «Двадцатки» прошла с 5 марта по 7 апреля 1985 г.
Девятая — с 12 марта по 20 апреля 1986 г.
Десятая выставка «Двадцатки» — с 27 марта по 30 апреля 1987 г.
Восьмая, девятая и десятая выставки так же были объединены единым каталогом. Участники: С. Блезе, В. Глухов (посмертно), Т. Глытнева (посмертно), М. Гельман, Д. Гордеев, Е. Измайлов, В. Казьмин (посмертно), В. Калинин, А. Куркин, В. Линицкий с соавт. В. Линицкой, Ю. Миронов, К. Нагапетян, В. Петров — Гладкий, Е. Поливанов (посмертно), В. Провоторов, С. Симаков, В. Скобелев (посмертно), И. Снегур, С. Файбисович, А. Фролов, А. Харитонов, К. Худяков, С. Шаров.
Это была победа, триумф, международное признание. Англоязычная газета «Интернэшнл геральд трибюн» от апреля 1986 г. писала: «Десятки тысяч москвичей приходят посмотреть произведения художников, представителей андерграунда в Москве на Малой Грузинской 28».
Одиннадцатая выставка(по порядковому номеру). Через 4 года после распада группы, собравшись на короткое время с 23 апреля по 14 мая 1991 года под эгидой Международной Федерации художников (ЮНЕСКО), Профессионально-творческого союза художников и графиков в рамках выставки «Малая Грузинская 28» художники «Двадцатки» провели ещё одну свою выставку в выставочном зале «Манеж» — «От бульдозерной выставки до Манежа».
Кураторы: Э. Дробицкий, К. Нагапетян, Л. Талочкин.
Участники: С. Блезе, М. Гельман, Т. Глытнева (посмертно), Д. Гордеев, Е. Измайлов, А. Куркин, В. Линицкий, Ю. Миронов, К. Нагапетян, В. Петров ст., Е. Поливанов (посмертно), В. Провоторов, С. Симаков, А. Фролов, А. Харитонов (Данные А. Флорковской).
Символом сборной выставки Горкома графиков в Манеже был развороченный и вспоротый бульдозерами асфальт на полу, сквозь который пробиваются ростки молодой зелени — талант прокладывает себе дорогу сквозь любые препятствия. На выставке около тысячи художников всех течений и направлений современного искусства продемонстрировали более четырёх тысяч работ в области живописи, скульптуры, графики, плаката, книжной иллюстрации, дизайна, прикладного искусства, реставрации, иконописи, перфоманса и фото.
Предполагалось, что далее экспозиция переедет в Конгресс США, но запланированные мероприятия в США так и не состоялись.
С первой выставки до последней Нагапетян Корюн Григорьевич был общепризнанным лидером «Двадцатки». Кстати, фамилия Нагапетян в переводе с армянского означает «основатель, старейшина рода, родоначальник». Он успешно осуществлял связь и вёл переговоры с администрацией «Горкома графиков», властями и сотрудниками органов правопорядка.
Заведующая кафедрой теории и истории искусства МГАХИ им. В. И. Сурикова Анна Константиновна Флорковская в книге «Малая Грузинская 28» пишет, что «у истоков создания группы стояли Э. Дробицкий, К. Нагапетян и И. Снегур». В статье «Мутация стиля в советском искусстве 1970-х годов» А. Флорковская отмечает "каждый из участников группы, по мысли председателя Горкома В. М. Ащеулова, художников Э. Н. Дробицкого, К. Г. Нагапетяна и И. Снегура, должен был представлять отдельное направление или школу, фигуративные и беспредметные. Так возникала группа «Двадцать московских художников».
Из воспоминаний Нагапетяна К. Г. о процессе создании группы «Двадцати московских художников».
«Нет более священного долга перед деятелями искусства и литературы, чем предельно правдиво служить своему народу, обогащая его культуру. Наблюдая различные явления в искусстве, мы всегда широко рассматриваем исторические корни этого процесса.
Организация группы „Двадцати московских художников“ — закономерное явление. Участники, не являющиеся членами творческого союза, имеют серьёзную профессиональную подготовку и художественный опыт. Нет сомнения в творческом росте каждого художника, составляющего этот коллектив. Идея организации подобных групп корнями уходит в 20-е годы ХХ столетия. После длительной паузы в 1975 году по инициативе членов Объединённого комитета художников-графиков организовывается выставка 20 художников в павильоне „Пчеловодство“ на ВДНХ. Бурный рост творческого самосознания способствовал профессиональному росту художников, желающих выставляться вместе. Была создана инициативная группа и в сентябре 1975 года организована выставка в Доме культуры ВДНХ, где участвовали уже 146 художников.
Долгим и трудным путём организовывалась секция живописи под эгидой Объединённого комитета художников-графиков г. Москвы. Практически сразу возникла и идея создания группы художников по принципу „19 не против 1“. Число 20 странно. 20-е годы… ХХ-е столетие… 20 художников в павильоне „Пчеловодство“… и снова — 20. Зная законы психологической совместимости ещё с факультета социологии, мною был осуществлён подбор художников с учётом их профессиональных возможностей, творческих концепций, не пересекающихся друг с другом. Число 20 было определено с точки зрения дизайна экспозиции и пространства экспозиционной площади. Жизнь подтвердила правильность принципа».
Много лет спустя 24 апреля 1996 г. газета Мегаполис-экспресс опубликует маленькую заметку, посвящённую двадцатилетию галереи на Малой Грузинской 28. Автор заметки характеризует выставочный зал — штаб-квартиру «Двадцатки», как "вошедший в историю российского искусства, первый и единственный существовавший задолго до «перестройки» оазис творческой свободы и символ сопротивления авторов — нонконформистов гебистско-коммунистической Системе.
За десятилетний период существования творческой группы «Двадцать московских художников» в ней осуществляли свою выставочную деятельность 35 человек:
С. Блезе (с 1 по 11 выставку), П. Беленок (3 выставка); В. Глухов (с 1 по 9 выставку); М. Гельман (с 5 по 11 выставку); Т. Глытнева (с 1 по 11 выставку); Д. Гордеев (с 1 по 11 выставку); Е. Измайлов (9 и 11 выставка); А. Куркин (с 5 по 11 выставку); В. Калинин (9 и 10 выставка); В. Кротов (6 выставка); К. Кузнецов (6 и 7 выставка); В. Казьмин (с 6 по 8 выставку); А. Лепин (с 1 по 3 выставку); В. Линицкий (с 1 по 11 выставку); Ю. Миронов (с 6 по 11 выставку); К. Нагапетян (с 1 по 11 выставку); В. Петров ст. (с 1 по 11 выставку); Е. Поливанов (с 5 по 11 выставку); В. Петров мл. (с 1 по 3 выставку); В. Провоторов (с 1 по 11 выставку); Н. Румянцев (1 выставка); В. Сазонов (с 1 по 2 выставку); В. Савельев (с 1 по 3 выставку); С. Симаков (с 1 по 11 выставку); В. Скобелев (с 1 по 8 выставку); Н. Смирнов (с 1 по 4 и 7 выставка); И. Снегур (с 1 по 10 выставку); М. Стерлигова (1 выставка); А. Туманов (с 1 по 3 выставку); А. Фролов (с 5 по 11 выставку); С. Файбисович (9 выставка); А. Харитонов (9 и 11 выставка); К. Худяков (со 2 по 10 выставку); В. Чернов (с 1 по 5 выставку); Шаров С. (с 1 по 10 выставку). (Данные А. Флорковской).
Некоторые картины художников были представлены на выставках уже после смерти их авторов.